# Episodi di La ragazza di neve
La prima stagione della serie televisiva La ragazza di neve è stata messa in onda nel 2023; la stagione comprende 6 episodi.
| nº | Titolo originale | Titolo italiano | Prima TV Spagna | Prima TV Italia |
| -- | ---------------- | --------------- | --------------- | --------------- |
| 1  | Episodio 1       | Episodio 1      | 27 gennaio 2023 | 27 gennaio 2023 |
| 2  | Episodio 2       | Episodio 2      | 27 gennaio 2023 | 27 gennaio 2023 |
| 3  | Episodio 3       | Episodio 3      | 27 gennaio 2023 | 27 gennaio 2023 |
| 4  | Episodio 4       | Episodio 4      | 27 gennaio 2023 | 27 gennaio 2023 |
| 5  | Episodio 5       | Episodio 5      | 27 gennaio 2023 | 27 gennaio 2023 |
| 6  | Episodio 6       | Episodio 6      | 27 gennaio 2023 | 27 gennaio 2023 |

## Episodio 1
- Diretto da: David Ulloa
- Scritto da: Jesús Mesas Silva e Javier Andrés Roig

### Trama
L'inizio della storia è collocato al 5 gennaio 2010 a Malaga. I genitori di Amaya Martín, una bambina di cinque anni, portano la figlia alla festa dei Re Magi. Mentre il papà le compra un palloncino, Amaya vede in lontananza un giocattolo che attira la sua attenzione. La bambina si dirige verso il giocattolo e subito dopo scompare. Il padre inizia a urlare tra la folla; la madre, sentendo le urla, lo raggiunge, e insieme i due iniziano a cercarla. Purtroppo non vengono trovate tracce della bambina, se non la maschera che indossava.
La scena si sposta poi su Miren, stagista del quotidiano locale, che, venuta a conoscenza della scomparsa misteriosa della bambina vuole lavorare al caso. Ciò le viene impedito, perché viene ritenuta troppo inesperta; tuttavia decide lo stesso di occuparsene.
L'ispettrice Millán e un suo collega iniziano a investigare. Il primo sospettato è l'uomo che vendeva i palloncini in piazza, ma, non avendo alcun tipo di indizi contro di lui, i poliziotti continuano le ricerche. Scoprono poi che David, amico del padre di Amaya, in passato aveva violentato una bambina; decidono quindi di tenerlo sott'occhio, in quanto potrebbe essere proprio lui il colpevole.
La scena si sposta poi al 2016, quando i genitori di Amaya sono ormai separati. I due genitori vengono convocati in commissariato: un anonimo ha spedito una videocassetta che ritrae Amaya che gioca in una stanza.
- Guest star: Tristán Ulloa (David Luque), Antonio Dechent, Emma Sánchez (Amaya)
- Altri interpreti: Milena Smit (Miren Rojo), José Coronado (Eduardo), Aixa Villagrán (Belén Millán), Loreto Mauleón (Ana Nuñez), Raúl Prieto (Álvaro)

## Episodio 2
- Diretto da: David Ulloa
- Scritto da: Jesús Mesas Silva e Javier Andrés Roig

### Trama
Dopo l'arrivo della videocassetta si riapre il caso. La polizia crede ancora che il colpevole della scomparsa di Amaya sia David, e durante un interrogatorio emerge che al momento della scomparsa di Amaya era presente anche lui sul posto assieme a sua moglie e ai suoi figli. La polizia, assieme a Eduardo e Miren, ripercorre tutti i suoi spostamenti ma trova delle incongruenze. Gli investigatori seguono David e lo sorprendono a scaricare una scatola. La polizia si allarma subito pensando che all'interno ci possa essere Amaya ma in realtà la scatola contiene un serpente, contrabbandato come animale esotico. Intanto Ana e Álvaro iniziano a incolparsi della scomparsa della bambina.
Miren e Eduardo scoprono che la bambina violentata in passato da David è proprio sua moglie Rosa. Miren decide di andare a intervistarla ma l'unica persona che trova in casa è Samuel, il figlio di David e Rosa. I poliziotti hanno scoperto che David e Rosa sono proprietari di un appartamento che affittano e decidono di andare a ispezionarlo. Quello che si cela dietro è sconcertante: David e Samuel usano l'appartamento per portare ragazze, drogarle e abusare di loro. Rosa ne è all'oscuro e dopo averlo scoperto chiama il figlio per sapere la verità. Samuel non regge e si suicida.
- Guest star: Tristán Ulloa (David Luque), Emma Sánchez (Amaya)
- Altri interpreti: Milena Smit (Miren Rojo), José Coronado (Eduardo), Aixa Villagrán (Belén Millán), Loreto Mauleón (Ana Nuñez), Raúl Prieto (Álvaro)

## Episodio 3
- Diretto da: Laura Alvea
- Scritto da: Jesús Mesas Silva e Javier Andrés Roig

### Trama
Le indagini mostrano che David non è il colpevole, perché all'ora della scomparsa una foto lo ritrae in un negozio di ombrelli. Intanto Miren fa fatica a scordare il suo passato ed Eduardo le promette starle accanto in ogni situazione.
Nel 2016, la polizia e Miren analizzano la videocamera del negozio di fronte a Diario Sur per capire chi è stato a lasciare la videocassetta. Miren e l'ispettrice Millán fanno un accordo: la poliziotta chiede a Miren di tenere gli occhi aperti, e in cambio Miren dovrà essere la prima a sapere l'identità del colpevole del rapimento di Amaya. I genitori di Amaya litigano con violenza: Álvaro vuole che non si parli più della bambina al telegiornale e non vuole più i giornalisti di fronte a casa.
Miren è sempre più angosciata per il suo passato e fa un salto indietro nel 2010: frequenta un'associazione di donne che hanno subito violenza e racconta la sua storia.
Nel 2016 viene individuato un nuovo sospettato, James Foster. La polizia lo interroga e ispeziona il camper in cui vive, ma senza trovare nulla: Foster ha pulito tutto. In seguito gli viene chiesto dove fosse il giorno della consegna della videocassetta e lui dichiara che quel giorno era in compagnia di una donna. Miren lo incontra e gli rivela che David ha a che fare con il suo stupro.
- Guest star: Tristán Ulloa (David Luque), Antonio Dechent, Emma Sánchez (Amaya)
- Altri interpreti: Milena Smit (Miren Rojo), José Coronado (Eduardo), Aixa Villagrán (Belén Millán), Loreto Mauleón (Ana Nuñez), Raúl Prieto (Álvaro)

## Episodio 4
- Diretto da: Laura Alvea
- Scritto da: Jesús Mesas Silva e Javier Andrés Roig

### Trama
Miren e James fanno un patto: lei gli darà dei soldi se lui riuscirà a risalire a colui che ha pubblicato il video del suo stupro.
Nel 2019, Miren riceve un messaggio da uno sconosciuto con la foto del luogo in cui è nascosto un secondo pacco con la scritta Addio. I genitori di Amaya corrono in commissariato: si tratta di un'altra videocassetta che riprende Amaya nella stessa stanza. Miren mette a confronto i due video e nota che le riprese sono state fatte con due videocamere diverse; decide di recarsi nel negozio che le vende e ruba l'agenda con i nomi dei clienti che hanno comprato lì. Lo stesso fa la polizia e nota che in entrambi i video appare una casa delle bambole ma con una differenza: nel primo video al suo interno non ci sono giocattoli  mentre nel secondo sì. Gli investigatori si recano nel negozio che le vende ma non riescono a ricavare nessuna informazione dato che il proprietario ha vuoti di memoria.
James viene ucciso nel suo camper assieme a un'altra persona ancora ignota.
Nel 2016, Miren fa visita a David in carcere per fargli alcune domande ma lui decide di non parlare.
Nel 2019, si scopre che la persona trovata morta assieme a James è David. La polizia sospetta di Miren. La scena si sposta sulla donna che ha rapito Amaya, che chiede a Julia (Amaya) di fare le valigie e partire.
- Guest star: Tristán Ulloa (David Luque)
- Altri interpreti: Milena Smit (Miren Rojo), José Coronado (Eduardo), Aixa Villagrán (Belén Millán), Loreto Mauleón (Ana Nuñez), Raúl Prieto (Álvaro)

## Episodio 5
- Diretto da: David Ulloa
- Scritto da: Jesús Mesas Silva e Javier Andrés Roig

### Trama
Viene rivelato chi sono i rapitori di Amaya. Ana, la mamma di Amaya, è ginecologa, e durante una seduta con i suoi pazienti Iris e Santiago ha rivelato loro che non possono avere figli. Durante la sfilata dei Re Magi erano presenti anche loro e Iris, vedendo Amaya smarrirsi, ha deciso di rapirla per alleviare il proprio dolore. La porta a casa propria assieme a Santiago, che però sin da subito non è convinto e vuole riportarla indietro. Iris e Santiago ricevono anche la visita di un rappresentante della banca, che chiede loro di pagare una rata del mutuo. Durante la conversazione si sente in sottofondo Amaya lamentarsi, ma Santiago rassicura il rappresentante dicendo che è Iris che ha mal di pancia. Iris e Santiago iniziano a tenere sotto controllo la bambina per non farla trovare.
Nel 2011, Amaya sembra essersi ambientata nella sua nuova famiglia.
Nel 2016, Amaya è tenuta all'oscuro di tutto, prende lezioni a casa e non esce mai. Durante la festa di compleanno di Amaya torna il rappresentante della banca. L'uomo comprende che sono loro i colpevoli del rapimento e Iris lo uccide. Il giorno dopo arriva la polizia a casa loro per cercare il rappresentante ma non viene notato nulla di sospetto.
Nel 2019, Santiago e Iris ricevono una lettera dalla banca perché non hanno pagato la rata del mutuo e a breve saranno sfrattati. Santiago si reca in città: è pronto a confessare, ma viene investito e muore. Iris e Amaya ricevono la tragica notizia e sono a pezzi, così Iris decide di volersi trasferire assieme ad Amaya.
- Guest star: Tristán Ulloa (David Luque), Iratxe Emparan (Julia), Emma Sánchez (Amaya)
- Altri interpreti: Milena Smit (Miren Rojo), José Coronado (Eduardo), Aixa Villagrán (Belén Millán), Loreto Mauleón (Ana Nuñez), Raúl Prieto (Álvaro)

## Episodio 6
- Diretto da: David Ulloa
- Scritto da: Jesús Mesas Silva e Javier Andrés Roig

### Trama
Nel 2019, Miren viene interrogata dalla polizia dopo che nel camper sono state trovate le sue foto scattate da James. La polizia riceve inoltre in forma anonima delle foto scattate a James e David prima della loro uccisione.
Miren dopo alcune ricerche sostiene che Iris potrebbe essere la colpevole della scomparsa di Amaya e ne parla con Eduardo.
Ana e Álvaro vengono intervistati; durante l'intervista la giornalista cita Miren come presunta colpevole dell'omicidio di James e David e come persona coinvolta con il rapimento di Amaya. Eduardo trova all'interno della macchina di Miren la fotocamera con le foto scattate a James e David, ma decide di non dire nulla.
Intanto Miren fa visita a Iris, fa delle osservazioni in casa e inoltre nota il fazzoletto per capelli di Amaya sui capelli di Iris. Se ne va e chiama subito la polizia. Decide comunque di restare lì per fotografare la casa. Iris avendo capito che l'ha scoperta si affretta a fare i bagagli per partire ma non sa che Miren la sta seguendo.
Durante il tragitto in macchina Iris si accorge che Miren la sta seguendo e decide di schiantarsi, Iris muore sul colpo ma Amaya no. Miren corre subito in suo soccorso ma Amaya ha paura di lei e non vuole che si avvicini così prende il fucile e spara un colpo ma fortunatamente non le fa niente.
Ana e Álvaro si precipitano subito in ospedale dove stanno facendo gli accertamenti per essere certi sia davvero Amaya e si è proprio lei. Intanto anche la polizia trova la fotocamera di Miren ma non riesce a visualizzare le foto perché Eduardo ha tolto la memory card.
Nella conclusione, Ana e Álvaro fanno visita ad Amaya, che si trova in un centro per giovani che hanno subito dei traumi. Miren ha scritto un libro sulla storia di Amaya intitolato La ragazza di neve. Nel finale, riceve un pacco con su scritto "Vuoi giocare?" All'interno del pacco si trova la foto di una ragazza bendata.
- Guest star: Tristán Ulloa (David Luque), Iratxe Emparan (Julia)
- Altri interpreti: Milena Smit (Miren Rojo), José Coronado (Eduardo), Aixa Villagrán (Belén Millán), Loreto Mauleón (Ana Nuñez), Raúl Prieto (Álvaro)